# ひとりあるき
『ひとりあるき』は、髙橋真梨子の1作目となるスタジオ・アルバム。1979年3月25日にInvitationからリリースされた。規格品番は、LP: VIH-6040、CT: VCF-1534、CD: VDR-1414。

## 概要
髙橋真梨子にとって、ペドロ&カプリシャスを離れて最初のアルバムである。ソロ・デビューシングル「あなたの空を翔びたい」とB面曲「訪れ」を含む全10曲が収録されている。
2曲目の「掌（てのひら）」は、フォークデュオ・グレープのアルバム『せせらぎ』収録曲のカバー。
2021年1月20日には、オリジナル・アナログ・マスターテープの音源に最新リマスタリングを施し、当時の音を再現したSACDハイブリッド盤がタワーレコード限定でリリースされた。この再発盤はタイトルを『ひとりあるき+2』とし、アルバム未収録シングルであり日本テレビ系ドラマ『愛と死の絶唱』の主題歌として使用された2枚目のシングル「夢ゆらり」と、同ドラマの挿入歌となったB面曲「誕生日」がボーナス・トラックとして追加収録されている。

## 収録曲

### LP / CT
| #         | タイトル                 | 作詞                      | 作曲       | 編曲      | 時間  |
| --------- | ------------------------ | ------------------------- | ---------- | --------- | ----- |
| 1.        | 「あなたの空を翔びたい」 | 尾崎亜美 藤村渉（補作詞） | 尾崎亜美   | 萩田光雄  | 3:58  |
| 2.        | 「掌（てのひら）」       | さだまさし                | さだまさし | 田辺信一  | 4:40  |
| 3.        | 「さよならのエチュード」 | 来生えつこ                | 来生たかお | 田辺信一  | 3:45  |
| 4.        | 「YOU'RE SO FAR AWAY」   | 竜真知子                  | ヘンリー   | 小笠原寛  | 3:57  |
| 5.        | 「マイ・ドリーム」       | クニ河内                  | クニ河内   | 鈴木茂    | 4:26  |
| 合計時間: | 合計時間:                | 合計時間:                 | 合計時間:  | 合計時間: | 20:46 |

| #         | タイトル                   | 作詞                        | 作曲         | 編曲      | 時間  |
| --------- | -------------------------- | --------------------------- | ------------ | --------- | ----- |
| 1.        | 「おいでサマー・ホリディ」 | 竜真知子                    | 木戸やすひろ | 鈴木茂    | 3:24  |
| 2.        | 「訪れ」                   | 福永史                      | 木戸やすひろ | 戸塚修    | 3:15  |
| 3.        | 「二人の物語」             | クニ河内                    | クニ河内     | 田辺信一  | 4:02  |
| 4.        | 「夜の顔」                 | 津島玲                      | 長谷川きよし | 永田一郎  | 3:24  |
| 5.        | 「小さなわたし」           | 福永史 髙橋真梨子（補作詞） | 浜田金吾     | 大原繁仁  | 3:13  |
| 合計時間: | 合計時間:                  | 合計時間:                   | 合計時間:    | 合計時間: | 17:18 |

### SACD
| #         | タイトル                   | 作詞                        | 作曲         | 編曲      | 時間  |
| --------- | -------------------------- | --------------------------- | ------------ | --------- | ----- |
| 1.        | 「あなたの空を翔びたい」   | 尾崎亜美 （補作詞）藤村渉   | 尾崎亜美     | 萩田光雄  | 3:58  |
| 2.        | 「掌（てのひら）」         | さだまさし                  | さだまさし   | 田辺信一  | 4:40  |
| 3.        | 「さよならのエチュード」   | 来生えつこ                  | 来生たかお   | 田辺信一  | 3:45  |
| 4.        | 「YOU'RE SO FAR AWAY」     | 竜真知子                    | ヘンリー     | 小笠原寛  | 3:57  |
| 5.        | 「マイ・ドリーム」         | クニ河内                    | クニ河内     | 鈴木茂    | 4:26  |
| 6.        | 「おいでサマー・ホリディ」 | 竜真知子                    | 木戸やすひろ | 鈴木茂    | 3:24  |
| 7.        | 「訪れ」                   | 福永史                      | 木戸やすひろ | 戸塚修    | 3:15  |
| 8.        | 「二人の物語」             | クニ河内                    | クニ河内     | 田辺信一  | 4:02  |
| 9.        | 「夜の顔」                 | 津島玲                      | 長谷川きよし | 永田一郎  | 3:24  |
| 10.       | 「小さなわたし」           | 福永史 髙橋真梨子（補作詞） | 浜田金吾     | 大原繁仁  | 3:13  |
| 合計時間: | 合計時間:                  | 合計時間:                   | 合計時間:    | 合計時間: | 38:04 |

| #         | タイトル     | 作詞      | 作曲・編曲 | 作曲・編曲 | 時間 |
| --------- | ------------ | --------- | ---------- | ---------- | ---- |
| 11.       | 「夢ゆらり」 | 福永史    |            | クニ河内   | 3:28 |
| 12.       | 「誕生日」   | クニ河内  |            | クニ河内   | 3:37 |
| 合計時間: | 合計時間:    | 合計時間: | 合計時間:  | 47:02      |      |

## 参考資料
- オリコン『ALBUM CHART-BOOK COMPLETE EDITION 1970-2005』オリコン・マーケティング・プロモーション、2006年4月。ISBN 978-4-87131-077-2。
- 『ひとりあるき(+2)』（ライナーノーツ）髙橋真梨子、ビクターエンタテインメント、2021年1月20日。NCS-80024。